# Facila
Facilaprogrammet är ett utbildningsprogram för Sydeuropa (Portugal) som avser förbereda deltagare med kortare skolgång än treårigt gymnasium för framtida studier samt valideringsprocesser. Många deltagare är entreprenörer, småföretagare eller anställda i småföretag och utbildningen bidrar vid dessa tillfällen till höjd konkurrenskraft och ökad anställningsbarhet.
Programmet startade år 2007 som ett samarbete mellan Sverige och Portugal och är modellerat utifrån det svenska så kallade "Kunskapslyftet" samt anpassat till sydeuropeiska förhållanden. Initiativtagare var Johan Frisk.

## Förbättringsprojekt
Kärnan i utbildningen är förbättringsprojekten. Varje deltagare utvärderar produktiviteten på sin arbetsplats genom att använda matematiska resonemang. Förmågan att analysera vardagen och beskriva den med matematiskt språk utgör grunden för logiskt grundade förslag till förbättring och ökad produktivitet samt ökar förslagsgivarens attraktivitet för arbetsgivaren (anställbarhet).

## Metodik
Metodiken fördelar sig på två huvudinriktningar, det individuella lärandet samt lärande i grupp. Andragogiken, läran om hur vuxna lär, ligger till grund för att bygga den gemensamma kunskapen på det redan existerande kunnandet hos varje individ. Den sociala aspekten är inspirerad av Professor Sugata Mitras studier som visar att tillgång till Internet och en stödjande facilitator kan ge en mindre grupp möjlighet att tillgodogöra sig kunskaper utan övriga läromedel eller högt specialiserade lärare. Inom Facila programmet läggs tonvikt vid att gruppen skall kunna fortsätta sitt lärande även efter att utbildningen formellt avslutats, att varje individ skall känna sig kapabel att finna, bedöma och integrera ny kunskap. Denna förmåga till enskilt ansvarstagande för kunskapsuppbyggnad kallas inom socialpsykologin för "internal locus of control" och tillhör området attributionsteorier.

## Finansiering
Bristande grundläggande utbildning hos utsatta grupper tillhör Sydeuropas största utmaningar. Då Facila programmet tillhör gruppen högprioriterade utbildningsinitiativ finansieras det till 75% av Europeiska socialfonden och resterande 25% kommer från Portugals statsbudget.